# Бастида Панкарана
Бастида Панкарана (итал. Bastida Pancarana) је насеље у Италији у округу Павија, региону Ломбардија.
Према процени из 2011. у насељу је живело 999 становника. Насеље се налази на надморској висини од 63 м.

## Становништво
| 1931. | 1936. | 1951. | 1961. | 1971. | 1981. | 1991. | 2001. | 2011. |
| ----- | ----- | ----- | ----- | ----- | ----- | ----- | ----- | ----- |
| 1.235 | 1.233 | 1.261 | 1.292 | 1.131 | 1.061 | 969   | 894   | 1.032 |